# Campeonato Brasileiro Série A 1989
Il Campeonato Brasileiro Série A 1989 (in italiano Campionato Brasiliano Serie A 1989) è stato la 19ª edizione del massimo campionato brasiliano di calcio.

## Formula
Primo turno: 22 squadre divise in 2 gruppi di 11 club ciascuno. Ciascuna squadra affronta una volta tutte le componenti proprio girone. Le migliori 8 di ogni girone si qualificano alla seconda fase, le ultime 3 disputano il Torneio da morte (in italiano Torneo della morte).
Secondo turno: 16 squadre divise in 2 gruppi di 8 club ciascuno. Ciascuna squadra affronta una volta tutte le componenti dell'altro girone. Si qualificano alla finale i vincitori dei due gironi, le cui classifiche vengono stilate sommando i punti ottenuti nel primo e nel secondo turno.
Torneio da morte: le 5 squadre affrontano in partite di andata e ritorno tutte le altre squadre. Retrocedono in Segunda Divisão le ultime 3 classificate.
Finale: gara in partita di andata e ritorno. La squadra meglio classificata dopo i turni precedenti ottiene un punto in più in classifica e ha il diritto di scegliere dove disputare la partita di andata.

## Squadre partecipanti
| Squadra          | Città          | Stato             | Stagione 1988                     |
| ---------------- | -------------- | ----------------- | --------------------------------- |
| Atlético Mineiro | Belo Horizonte | Minas Gerais      | 7° nella Copa União               |
| Athl. Paranaense | Curitiba       | Paraná            | 19° nella Copa União              |
| Bahia            | Salvador       | Bahia             | Vincitore della Copa União        |
| Botafogo         | Rio de Janeiro | Rio de Janeiro    | 17° nella Copa União              |
| Corinthians      | San Paolo      | San Paolo         | 15° nella Copa União              |
| Coritiba         | Curitiba       | Paraná            | 11° nella Copa União              |
| Cruzeiro         | Belo Horizonte | Minas Gerais      | Quarti di finale della Copa União |
| Flamengo         | Rio de Janeiro | Rio de Janeiro    | Quarti di finale della Copa União |
| Fluminense       | Rio de Janeiro | Rio de Janeiro    | Semifinali della Copa União       |
| Goiás            | Goiânia        | Goiás             | 13° nella Copa União              |
| Grêmio           | Porto Alegre   | Rio Grande do Sul | Semifinali della Copa União       |
| Guarani          | Campinas       | San Paolo         | 14° nella Copa União              |
| Inter de Limeira | Limeira        | San Paolo         | 1° nella Divisão Especial         |
| Internacional    | Porto Alegre   | Rio Grande do Sul | Finalista della Copa União        |
| Náutico          | Recife         | Pernambuco        | 2° nella Divisão Especial         |
| Palmeiras        | San Paolo      | San Paolo         | 16° nella Copa União              |
| Portuguesa       | San Paolo      | San Paolo         | 4° nella Copa União               |
| San Paolo        | San Paolo      | San Paolo         | 8° nella Copa União               |
| Santos           | Santos         | San Paolo         | 18° nella Copa União              |
| Sport Recife     | Recife         | Pernambuco        | Quarti di finale della Copa União |
| Vasco da Gama    | Rio de Janeiro | Rio de Janeiro    | Quarti di finale della Copa União |
| Vitória          | Salvador       | Bahia             | 20° nella Copa União              |

## Primo turno

### Gruppo A

#### Risultati
| Casa/Trasferta | AT-MG | AT-PR | BOT | CRN | FLA | GUA | INL | INT | NÁU | SPA | VIT |
| -------------- | ----- | ----- | --- | --- | --- | --- | --- | --- | --- | --- | --- |
| Atlético-MG    |       |       | 2-0 | 1-1 |     | 0-0 |     |     |     | 4-1 | 0-0 |
| Atlético-PR    | 2-2   |       |     | 0-1 | 1-1 |     |     |     | 3-0 | 0-0 |     |
| Botafogo       |       | 3-0   |     |     |     |     | 1-0 | 2-1 | 1-1 |     | 2-0 |
| Corinthians    |       |       | 0-0 |     |     |     | 0-2 | 1-0 |     | 2-1 | 2-0 |
| Flamengo       | 0-0   |       | 1-0 | 0-1 |     | 2-1 |     |     | 2-0 |     |     |
| Guarani        |       | 0-1   | 2-0 | 1-3 |     |     | 0-0 | 0-1 |     |     |     |
| Inter Limeira  | 0-2   | 1-1   |     |     | 1-0 |     |     |     | 3-2 | 0-0 |     |
| Internacional  | 1-0   | 0-0   |     |     | 0-0 |     | 0-0 |     | 0-1 |     |     |
| Náutico        | 3-2   |       |     | 1-0 |     | 1-2 |     |     |     | 3-3 | 4-0 |
| San Paolo      |       |       | 1-1 |     | 3-0 | 0-0 |     | 2-1 |     |     | 0-0 |
| Vitória        |       | 2-1   |     |     | 0-0 | 0-1 | 2-1 | 0-2 |     |     |     |

#### Classifica
| Pos. | Squadra          | Pt | G  | V | N | P | GF | GS | DR |
| ---- | ---------------- | -- | -- | - | - | - | -- | -- | -- |
| 1    | Corinthians      | 14 | 10 | 6 | 2 | 2 | 11 | 6  | +5 |
| 2    | Botafogo         | 11 | 10 | 4 | 3 | 3 | 10 | 8  | +2 |
| 3    | Atlético Mineiro | 11 | 10 | 3 | 5 | 2 | 13 | 8  | +5 |
| 4    | Náutico          | 10 | 10 | 4 | 2 | 4 | 16 | 16 | 0  |
| 5    | Inter de Limeira | 10 | 10 | 3 | 4 | 3 | 8  | 8  | 0  |
| 6    | Flamengo         | 10 | 10 | 3 | 4 | 3 | 6  | 7  | -1 |
| 7    | San Paolo        | 10 | 10 | 2 | 6 | 2 | 11 | 11 | 0  |
| 8    | Internacional    | 9  | 10 | 3 | 3 | 4 | 6  | 6  | 0  |
| 9    | Guarani          | 9  | 10 | 3 | 3 | 4 | 7  | 8  | -1 |
| 10   | Athl. Paranaense | 9  | 10 | 2 | 5 | 3 | 9  | 10 | -1 |
| 11   | Vitória          | 7  | 10 | 2 | 3 | 5 | 4  | 13 | -9 |

#### Verdetti
- Corinthians, Botafogo, Atlético Mineiro, Náutico, Inter Limeira, Flamengo, San Paolo e Internacional qualificati per il secondo turno.
- Guarani, Atlético Paranaense e Vitória qualificati per il Torneio da morte.

### Gruppo B

#### Risultati
| Casa/Trasferta | BAH | CRT | CRU | FLU | GOI | GRÊ | PAL | POR | SAN | SPO | VAS |
| -------------- | --- | --- | --- | --- | --- | --- | --- | --- | --- | --- | --- |
| Bahia          |     | 1-1 |     | 1-2 |     | 3-2 |     | 0-0 |     | 1-2 |     |
| Coritiba       |     |     | 0-0 |     |     | 2-1 | 1-3 |     | 0-1 | 2-1 |     |
| Cruzeiro       | 2-0 |     |     |     | 2-1 |     | 2-1 |     | 0-0 |     | 0-1 |
| Fluminense     |     | 2-0 | 1-1 |     |     |     | 0-1 |     |     | 2-0 | 0-0 |
| Goiás          | 1-0 | 2-3 |     | 2-0 |     | 0-0 |     | 2-1 |     |     |     |
| Grêmio         |     |     | 2-0 | 1-0 |     |     |     | 2-1 | 0-0 | 2-0 |     |
| Palmeiras      | 2-0 |     |     |     | 2-0 | 2-0 |     |     | 0-0 |     | 1-0 |
| Portuguesa     |     | 3-0 | 0-0 | 4-1 |     |     | 1-0 |     |     | 1-1 |     |
| Santos         | 3-1 |     |     | 0-1 | 0-0 |     |     | 1-1 |     |     | 1-2 |
| Sport          |     |     | 2-1 |     | 1-2 |     | 1-1 |     | 2-0 |     | 0-1 |
| Vasco da Gama  | 2-2 | 1-1 |     |     | 4-1 | 3-1 |     | 0-0 |     |     |     |

#### Classifica
| Pos. | Squadra       | Pt | G  | V | N | P | GF | GS | DR |
| ---- | ------------- | -- | -- | - | - | - | -- | -- | -- |
| 1    | Palmeiras     | 14 | 10 | 6 | 2 | 2 | 13 | 5  | +8 |
| 2    | Vasco da Gama | 14 | 10 | 5 | 4 | 1 | 14 | 7  | +7 |
| 3    | Portuguesa    | 11 | 10 | 3 | 5 | 2 | 12 | 7  | +5 |
| 4    | Grêmio        | 10 | 10 | 4 | 2 | 4 | 11 | 11 | 0  |
| 5    | Goiás         | 10 | 10 | 4 | 2 | 4 | 10 | 12 | -2 |
| 6    | Fluminense    | 10 | 10 | 4 | 2 | 4 | 9  | 10 | -1 |
| 7    | Cruzeiro      | 10 | 10 | 3 | 4 | 3 | 8  | 8  | 0  |
| 8    | Santos        | 9  | 10 | 2 | 5 | 3 | 6  | 7  | -1 |
| 9    | Sport Recife  | 8  | 10 | 3 | 2 | 5 | 9  | 12 | -3 |
| 10   | Bahia         | 5  | 10 | 1 | 3 | 6 | 9  | 17 | -8 |
| 11   | Coritiba      | 4  | 10 | 3 | 3 | 4 | 10 | 15 | -5 |

#### Verdetti
- Palmeiras, Vasco da Gama, Portuguesa, Grêmio, Goiás, Fluminense, Cruzeiro e Santos qualificati per il secondo turno.
- Sport e Bahia qualificati per il Torneio da morte.
- Coritiba squalificato e retrocesso in Segunda Divisão.

## Secondo turno

### Risultati
| Casa/Trasferta | CRU   | FLU | GOI | GRÊ | PAL | POR | SAN | VAS |
| -------------- | ----- | --- | --- | --- | --- | --- | --- | --- |
| Atlético-MG    |       | 2-0 | 3-0 | 0-0 |     |     | 2-1 |     |
| Botafogo       | 1-2   | 0-2 |     |     | 1-0 | 2-1 |     |     |
| Corinthians    | 0-1   |     |     |     |     | 1-0 | 0-0 | 0-1 |
| Flamengo       |       |     | 0-0 | 1-1 |     |     | 1-0 | 2-0 |
| Inter Limeira  | 1-1   |     | 0-1 |     | 1-1 |     |     | 2-2 |
| Internacional  |       |     | 2-2 | 2-0 |     | 1-2 |     | 0-2 |
| Náutico        |       | 3-2 |     | 1-1 | 2-2 | 1-1 |     |     |
| San Paolo      | 2-0   | 3-1 |     |     | 2-2 |     | 3-0 |     |
| Casa/Trasferta | AT-MG | BOT | CRN | FLA | INL | INT | NÁU | SPA |
| Cruzeiro       | 1-0   |     |     | 2-0 |     | 4-2 | 4-0 |     |
| Fluminense     |       |     | 1-1 | 0-5 | 0-1 | 0-0 |     |     |
| Goiás          |       | 1-2 | 1-1 |     |     |     | 2-1 | 0-0 |
| Grêmio         |       | 0-1 | 3-0 |     | 2-0 |     |     | 1-3 |
| Palmeiras      | 1-0   |     | 0-1 | 1-1 |     | 1-0 |     |     |
| Portuguesa     | 1-0   |     |     | 2-0 | 2-0 |     |     | 0-1 |
| Santos         |       | 0-1 |     |     | 2-0 | 2-1 | 2-1 |     |
| Vasco da Gama  | 1-1   | 2-2 |     |     |     |     | 4-2 | 0-0 |

### Classifica

#### Gruppo A
| Pos. | Squadra          | Pt | G  | V | N | P | GF | GS | DR  |
| ---- | ---------------- | -- | -- | - | - | - | -- | -- | --- |
| 1    | San Paolo        | 14 | 18 | 7 | 9 | 2 | 25 | 15 | +10 |
| 2    | Botafogo         | 11 | 18 | 9 | 4 | 5 | 20 | 16 | +4  |
| 3    | Corinthians      | 11 | 18 | 8 | 5 | 5 | 15 | 13 | +2  |
| 4    | Atlético Mineiro | 10 | 18 | 6 | 7 | 5 | 21 | 13 | +8  |
| 5    | Flamengo         | 10 | 18 | 6 | 7 | 5 | 16 | 13 | +3  |
| 6    | Náutico          | 10 | 18 | 5 | 5 | 8 | 27 | 34 | -7  |
| 7    | Inter de Limeira | 10 | 18 | 4 | 7 | 7 | 13 | 19 | -6  |
| 8    | Internacional    | 9  | 18 | 4 | 5 | 9 | 14 | 19 | -5  |

#### Gruppo B
| Pos. | Squadra       | Pt | G  | V | N | P | GF | GS | DR  |
| ---- | ------------- | -- | -- | - | - | - | -- | -- | --- |
| 1    | Vasco da Gama | 14 | 18 | 8 | 8 | 2 | 26 | 16 | +10 |
| 2    | Cruzeiro      | 14 | 18 | 9 | 5 | 4 | 23 | 14 | +9  |
| 3    | Palmeiras     | 11 | 18 | 8 | 6 | 4 | 21 | 13 | +8  |
| 4    | Portuguesa    | 10 | 18 | 7 | 6 | 5 | 21 | 13 | +8  |
| 5    | Goiás         | 10 | 18 | 6 | 6 | 6 | 17 | 21 | -4  |
| 6    | Grêmio        | 10 | 18 | 6 | 5 | 7 | 19 | 19 | 0   |
| 7    | Santos        | 10 | 18 | 5 | 6 | 7 | 13 | 16 | -3  |
| 8    | Fluminense    | 9  | 18 | 5 | 4 | 9 | 13 | 25 | -12 |

### Verdetti
- San Paolo e Vasco da Gama qualificati per la finale.
- Vasco da Gama riceve 1 punto bonus per il miglior risultato alla fine della seconda fase.

## Torneio da morte

### Risultati
| Casa/Trasferta | AT-PR | BAH | GUA | SPO | VIT |
| -------------- | ----- | --- | --- | --- | --- |
| Atlético-PR    |       | 0-0 | 4-1 | 1-1 | 3-0 |
| Bahia          | 0-0   |     | 0-0 | 2-0 | 0-3 |
| Guarani        | 0-0   | 1-1 |     | 2-1 | 0-1 |
| Sport          | 0-0   | 0-1 | 1-3 |     | 0-0 |
| Vitória        | 1-1   | 1-2 | 2-1 | 2-0 |     |

### Classifica
| Pos. | Squadra          | Pt | G | V | N | P | GF | GS | DR |
| ---- | ---------------- | -- | - | - | - | - | -- | -- | -- |
| 1    | Vitória          | 10 | 8 | 4 | 2 | 2 | 10 | 7  | +3 |
| 2    | Bahia            | 10 | 8 | 3 | 4 | 1 | 6  | 5  | +1 |
| 3    | Athl. Paranaense | 10 | 8 | 2 | 6 | 0 | 9  | 3  | +6 |
| 4    | Guarani          | 7  | 8 | 2 | 3 | 3 | 8  | 10 | -2 |
| 5    | Sport Recife     | 3  | 8 | 0 | 3 | 5 | 3  | 11 | -8 |

### Verdetti
- Atlético Paranaense, Guarani e Sport retrocessi in Segunda Divisão.

## Finale
| Arbitro: | dos Santos |

| |            | |
| | Marcatori  | 50’ Sorato |
| · Gilmar P · Netinho D · Adilson D · Ricardo Rocha D · Nelsinho D · Flávio Campos C · Bobô C · Raí C · Mário Tilico A · Nei Bala A · Edivaldo A · Paulo César Cruvinel A | Formazioni | · P Acácio · D Luiz Carlos Winck · D Quiñones · D Marco Aurélio · D Mazinho · C Zé do Carmo · C Boiadeiro · C Bismarck · A Sorato · A Bebeto · A William |
| Carlos Alberto Silva | Allenatori | Nelsinho Rosa |

Grazie al punto bonus ricevuto alla fine della seconda fase il Vasco da Gama raggiunge quota 3 punti e non c'è bisogno di disputare il ritorno poiché il San Paolo non lo potrebbe comunque raggiungere.

### Verdetti
- Vasco da Gama campione del Brasile 1989 e qualificato per la Coppa Libertadores 1990.

## Classifica marcatori
| Pos. | Giocatore        | Squadra          | Gol |
| ---- | ---------------- | ---------------- | --- |
| 1    | Túlio            | Goiás            | 11  |
| 2    | Bizu             | Náutico          | 10  |
| 3    | Roberto Dinamite | Portuguesa       | 9   |
| 4    | Bismarck         | Vasco da Gama    | 8   |
| 5    | Gaúcho           | Palmeiras        | 7   |
| 5    | Gérson           | Atlético Mineiro | 7   |
| 5    | Nivaldo          | Náutico          | 7   |
| 5    | Paulinho McLaren | Santos           | 7   |
| 9    | Bebeto           | Vasco da Gama    | 6   |
| 9    | Charles          | Bahia            | 6   |
| 9    | Édson            | Cruzeiro         | 6   |
| 9    | Mário Tilico     | San Paolo        | 6   |